# IBM 726
IBM 726 磁気テープ読書き装置（アイビーエム 726 じきテープよみかきそうち、IBM 726 dual magnetic tape reader/recorder）はIBM 701専用記憶装置として1952年5月21日に発表され、テープは7つの並行するトラックのうち1つのトラックをパリティ・トラックとするIBM 7トラックを採用していた。
また、IBM 726は、同時に2つのテープのリールを扱うことが可能であり、月額リースは850ドルであった。
| トラック       | 6つのデータトラック 1つのパリティトラック |
| 記憶容量       | 100文字/トラック                          |
| テープの速度   | 75インチ/秒                               |
| 巻き戻しの速度 | 75インチ/秒（平均）                       |
| 転送速度       | 7,500文字/秒                              |
| 開始時間       | 10ミリ秒                                  |
| 停止時間       | 10ミリ秒                                  |
| テープの幅     | 1/2インチ                                 |
| リールの長さ   | 1400フィート                              |